# Brushfields prickar

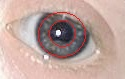

Brushfields prickar är små vita prickar på ytterkanten av regnbågshinnan i det mänskliga ögat. De är ett av kännetecknen för personer med Downs syndrom.(se Halls kriterier) Prickarna är döpta efter Thomas Brushfield som först beskrev dem 1924.